# Панкрашкин, Виктор Александрович
Виктор Александрович Панкра́шкин (10 декабря 1957 — 24 июля 1993, Москва) — советский баскетболист, центровой. Рост — 212 см. Заслуженный мастер спорта СССР (1988).

## Биография
Играл за СКА (Львов) (1976—1977), СКА (Рига) (1977—1978), СКА (Киев) (1978—1979), ЦСКА (1979—1989), «Урарту» (Ереван) (1989—1990), «Металл» (Тула) (1991—1992).
Обладал хорошим трёхочковым броском. Отлично владел искусством ставить блок-шот. Этому способствовала физическая особенность — необычайно длинные руки. Будучи не самым высоким в сборной СССР, он единственный, кто мог, не отрывая пяток от пола, схватиться обеими руками за баскетбольное кольцо (305 см). Был одним из самых открытых для общения игроков ЦСКА, имел в команде ряд прозвищ — «Панкр», «Ваня». Воинское звание — капитан.
Развитию карьеры Панкрашкина мешали его проблемы с режимом (много курил и часто выпивал).
Награждён медалью «За трудовую доблесть».

Могила на Котляковском кладбище

Скончался 24 июля 1993 года от туберкулёза лёгких в возрасте 35 лет в своей квартире на улице Миклухо–Маклая. Похоронен на Котляковском кладбище (80 уч.).

## Достижения
- Олимпийский чемпион: 1988.
- Серебряный призёр чемпионата Европы: 1987.
- Бронзовый призёр чемпионата Европы: 1983.
- Чемпион СССР: 1980, 1981, 1982, 1983, 1984, 1988.
- Серебряный призёр чемпионата СССР: 1985, 1986, 1987.
- Бронзовый призёр чемпионата СССР: 1989.
- Серебряный призёр Спартакиады народов СССР: 1983.